# 台北奧運構想

民主進步黨籍臺北市長候選人謝長廷提出「奧運在臺北」願景的標誌

臺北奧運構想是於2006年臺北市長選舉中，民主進步黨籍候選人謝長廷在競選時所提出的一項市政願景構想，其目標是使臺北市取得2020年夏季奧林匹克運動會舉辦權，此構想被認為是謝長廷為了拉抬支持度低迷已久的民進黨而提出的政見。然而當時在各候選人中，民意調查支持度最高的中國國民黨籍郝龍斌先生則批評謝長廷提出的目標不可能達成。後來由於謝長廷落選，此政見構想便逐漸淡化。

## 提出構想
謝長廷提出「臺北申辦2020年奧運會」的構想，源自於他在擔任高雄市長期間成功為高雄市取得2009年世界運動會的舉辦權，使得他對於此願景信心滿滿，當時他說：
|  | 臺北市的選民結構原本就對國民黨認同率比較高，如果以政黨為取向，對我是不利的…… |

但此願景立刻被國民黨候選人郝龍斌批評為不切實際：
|  | 政策要務實，訓練選手拿奧運獎牌還比較實際點。 |

對此謝長廷則批評郝龍斌「連夢想都不敢，格局不大。」

## 民間反應
對於民進黨「臺北申辦奧運會」的願景，在臺灣看法兩極。支持者認為過去馬英九領導的臺北市政府與謝長廷領導的高雄市政府已經分別取得2009年聽障奧林匹克運動會與同年的第八屆世界運動會，代表臺灣近年來申辦國際運動會的實力已經逐漸提升，因此認同民進黨提出「臺北申奧」的主張。
但另一方面，反對者認為聽障奧運會和世界運動會的規模比起奧林匹克運動會是不大的，他們認為中華民國政府在中華人民共和國政府及世界上大多數國家的反對之下成功申奧的可能性微乎其微。另外，臺北盆地的開發已趨飽和，除非犧牲具生態價值的關渡平原地區而將其開發，否則就臺北市發展現況及國際現實而言，申奧有其挑戰性。

## 後續發展
2011年12月17日，在中華民國第十三任總統選舉的電視辯論中，中國國民黨總統候選人馬英九宣示，在臺北市成功爭取2017年世界大學生運動會後，下一階段的國家目標，將廣邀各界人士組成申奧委員會，全力爭取申辦2024年奧運在臺北市舉行。